# Francisco López Rayón
Francisco López Rayón (Tlalpujahua hoy estado de Michoacán 1782-Ixtlahuaca hoy estado de México 1815) fue un novohispano que se unió al bando insurgente durante la guerra de la independencia de México.

## Semblanza biográfica
Se dedicó a labores de minería y agricultura en los negocios familiares. En noviembre de 1810 se unió a la revolución iniciada por Miguel Hidalgo y Costilla. Acompañó a su hermano Ignacio a Valladolid (hoy Morelia) y Guadalajara. Participó en la batalla de Puente de Calderón, tras la derrota acompañó a Ignacio Allende hasta Saltillo. A partir de ese punto se incorporó a sus hermanos, en abril, participó en la toma de Zacatecas, junto con José María Liceaga intentó apoderarse del cerro de la Bufa pero la mayor parte de su tropa fue liquidada. Una vez establecidos los insurgentes en la plaza, se dedicó a fundir cañones, reparar armamento y construir carros de municiones.
En mayo de 1811 participó en la batalla del Maguey, a pesar de la victoria realista logró escapar salvadno algunos de los fondos del ejército insurgente. Acompañó a su hermano a La Piedad y al asalto de Valladolid perpetrado el 2 de junio de 1811. Al igual que sus hermanos, participó en la fortificación de Zitácuaro, lugar en donde se estableció la Suprema Junta Nacional Americana. Participó en la defensa de la plaza logrando derrotar al coronel Manuel Emparán. Cuando finalmente el sitio fue ocupado por Félix María Calleja se retiró a  Tuzantla y más tarde a Tlalpujahua en donde permaneció como comandante de la provincia. Realizó algunas expediciones de forma esporádica al cerro del Gallo y a San Juan del Río.
Cuando su hermano Ignacio tuvo desavenencias con los vocales de la Junta de Zitácuaro, marchó con sus hermanos Ramón y Rafael para entrevistarse con Licéaga, pero fueron soprendidos y derrotados en Salvatierra por Agustín de Iturbide siendo obligados a escapar a Tarandacuao. Fue llamado por su hermano Ignacio para ayudar en el sitio del cerro del Gallo, logró evacuarlo el 12 de mayo.  Mientras sus hermanos se refugiaron al sur, en Tierra Caliente, Francisco realizó una larga campaña por el norte. En septiembre logró vencer a las fuerzas de Antonio Valle en la hacienda de Galindo, logrando obtener dos mil pesos, cien caballos, ciento sesenta reses y veinticuatro fusiles.
No pudo asistir al Congreso de Anáhuac celebrado en Chilpancingo, debido a los constantes asedios realistas en Tlalpujahua, los cuales lo obligaron a retirarse a San Felipe del Obraje, finalmente logró obtener la victoria recuperando las plazas de Zitácuaro y Tlalpujahua. 
Tras el ineficaz ataque de José María Morelos a Valladolid de 1814, se refugió en el cerro del Cóporo. En compañía de su hermano Ramón, defendió con éxito la fortificación ante los embates de Ciriaco del Llano e Iturbide, aunque fue perseguido por este último hasta Angangueo.
En mayo de 1815 acampañó a su hermano Ramón en un infructuoso ataque a Jilotepec, durante la refriega logró salvarle la vida. Regresó a Tlalpujahua y aunque permaneció inactivo, fue perseguido constantemente por el comandante realista Matías Martín y  Aguirre, a quien logró burlar en varias ocasiones refugiándose en el cerro del Cóporo. 
Finalmente, en diciembre de 1815, el comandante Aguirre preparó una emboscada nocturna con ciento ochenta dragones en Tlalpujahua, Francisco López Rayón logró reunir a cien de sus hombres pero fue capturado cuando intentaba escapar hacia El Oro.  Fue trasladado a Ixtlahuaca, Aguirre contactó a su madre Rafaela López Aguado de Rayón proponiéndole respetar la vida del prisionero a cambio de la rendición de sus otros hermanos. A pesar de la fuerte disyuntiva, su madre se negó a aceptar la propuesta, especialmente porque desconfió de la palabra de Aguirre. Francisco fue fusilado en Ixtlahuaca los primeros días de diciembre de 1815.